# Лесная Поляна (Рязанская область)
Лесная Поляна — посёлок в Шацком районе Рязанской области. Административный центр Лесно-Полянского сельского поселения.

## История
В 1966 г. указом президиума ВС РСФСР поселок первого отделения совхоза «Шацкий» переименован в Лесная Поляна.

## Население
| 1989 | 2010 | 2012 |
| ---- | ---- | ---- |
| 549  | ↘348 | ↘326 |